# Cai Lậy (thị xã)
Cai Lậy là một thị xã cũ nằm ở phía tây tỉnh Tiền Giang, Việt Nam.

## Địa lý
Thị xã Cai Lậy nằm ở phía tây tỉnh Tiền Giang, cách thành phố Mỹ Tho khoảng 30 km, cách Thành phố Hồ Chí Minh khoảng 90 km, có vị trí địa lý:
- Phía đông giáp huyện Châu Thành
- Phía tây và phía nam giáp huyện Cai Lậy
- Phía bắc giáp huyện Tân Phước.

Thị xã Cai Lậy có diện tích 14.018,95 ha và dân số là 143.050 người (tính đến năm 2017).

## Hành chính
Thị xã Cai Lậy có 16 đơn vị hành chính cấp xã trực thuộc, bao gồm 6 phường: 1, 2, 3, 4, 5, Nhị Mỹ và 10 xã: Long Khánh, Mỹ Hạnh Đông, Mỹ Hạnh Trung, Mỹ Phước Tây, Nhị Quý, Phú Quý, Tân Bình, Tân Hội, Tân Phú, Thanh Hoà.

## Lịch sử